# 2008-as Formula–1 kanadai nagydíj
A kanadai nagydíjat, a 2008-as Formula–1-es világbajnokság hetedik versenyét 2008. június 6-a és 8-a között rendezték meg a montréali Circuit Gilles Villeneuve-ön. Ebben az évben ez volt az egyetlen észak-amerikai futam, mivel Indianapolisban nem rendezték meg az amerikai nagydíjat.

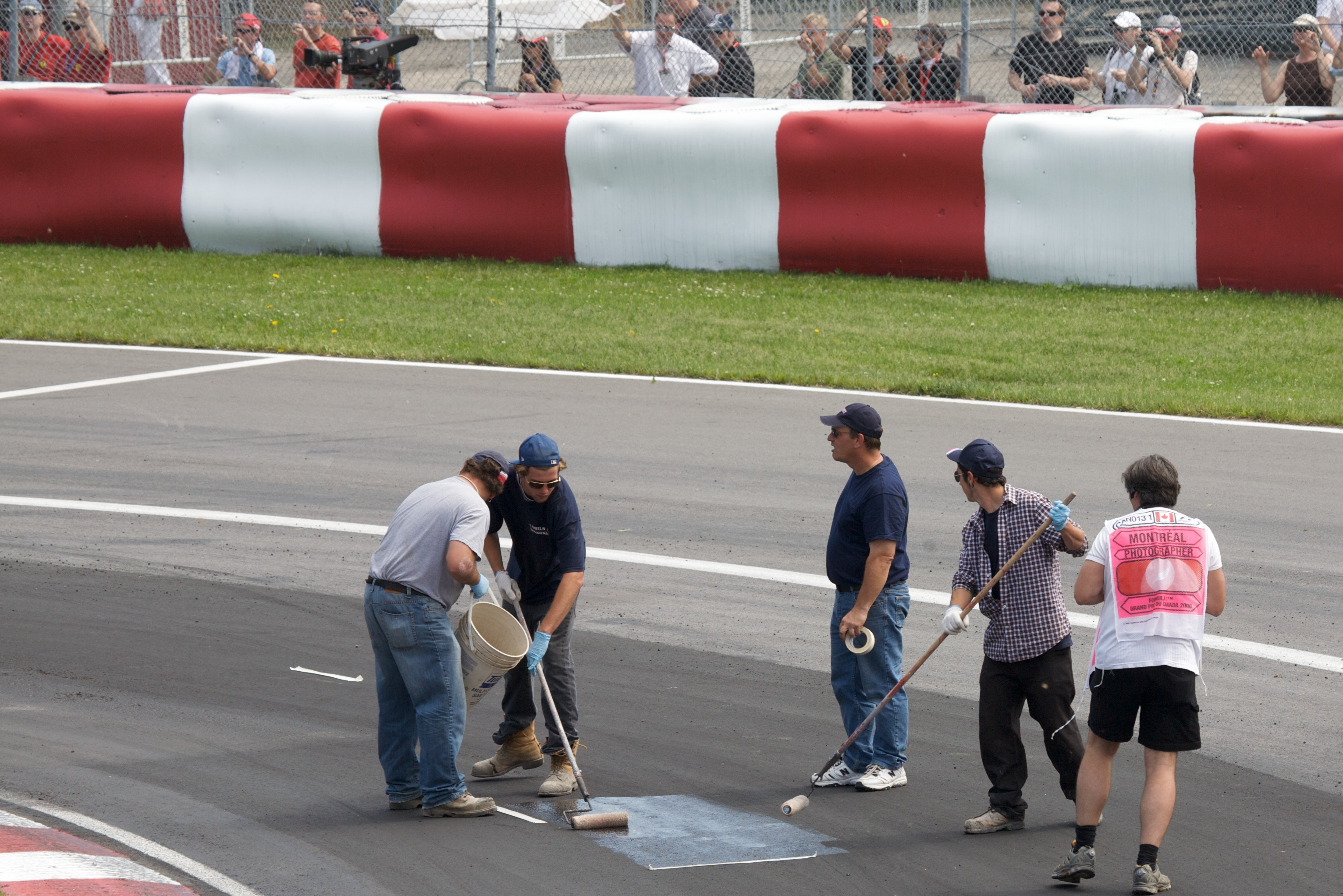
A pálya javítása

A pályán kisebb változtatásokat hajtottak végre, hogy elkerüljék a Robert Kubica 2007-es balesetéhez hasonló eseteket. A szombati napon súlyos gondokat okozott a versenyzőknek, hogy a pálya a szokásosnál is porosabb volt, valamint a 10-es és 11-es kanyarnál feltöredezett az aszfalt és a törmeléken áthajtva tapadást vesztettek. Mark Webber az időmérő edzés harmadik szakaszában, Sebastian Vettel pedig az egész edzésen nem tudott részt venni, miután az említett helyen megcsúsztak és összetörték az autójukat. A verseny szervezőinek döntése nyomán szombatról vasárnapra újraaszfaltozták a feltöredezés által leginkább érintett, 11-es hajtűkanyart.
A sok kicsúszástól és egy biztonsági autós időszaktól mozgalmas versenyt – pályafutása során először – Robert Kubica nyerte. Csapattársa, Nick Heidfeld második helyével a BMW Sauber csapat első, rögtön kettős győzelmét ünnepelhette. A harmadik helyen David Coulthard zárt.

## Szabadedzések

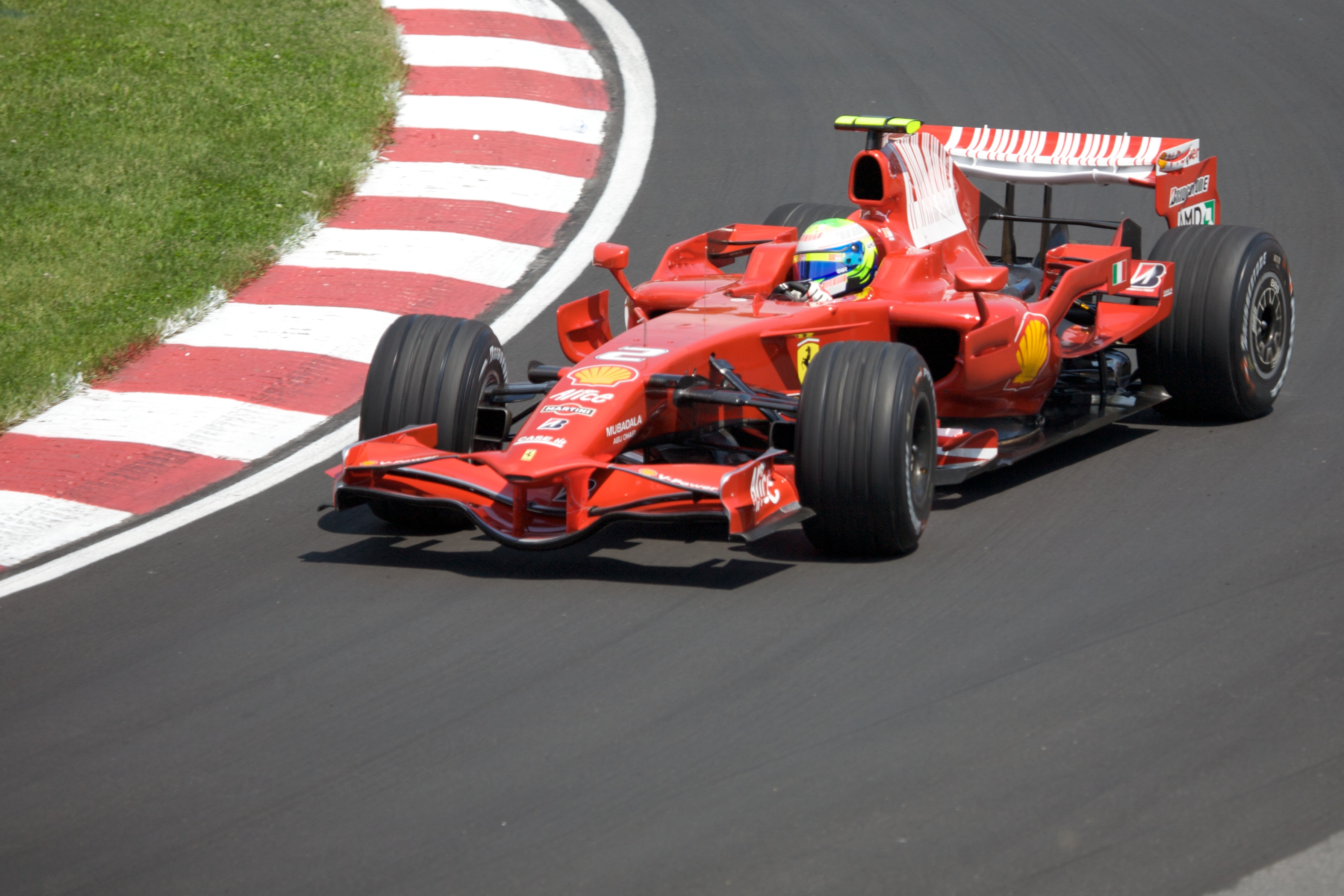
Felipe Massa nyerte a pénteki szabadedzést

Az első szabadedzést Felipe Massa nyerte, Robert Kubica és Heikki Kovalainen előtt. A második szabadedzésen Lewis Hamilton volt a leggyorsabb, Kubica második, Kimi Räikkönen harmadik lett. Szombat délelőtt a hétvége addigi legjobb idejét elérve, Nico Rosberg végzett az élen a harmadik szabadedzésen a Williams-Toyotával, maga mögé utasítva Räikkönent és Hamiltont.

### Első szabadedzés
A kanadai nagydíj első szabadedzését június 6-án, pénteken tartották, közép-európai idő szerint 16:00 és 17:30 óra között. Az első helyet Felipe Massa szerezte meg, Robert Kubica és Heikki Kovalainen előtt.
| Helyezés | Név                  | Csapat/Motor        | Elért idő | Különbség | Futott kör |
| -------- | -------------------- | ------------------- | --------- | --------- | ---------- |
| 1        | Felipe Massa         | Ferrari             | 1:17.553  |           | 14         |
| 2        | Robert Kubica        | BMW Sauber          | 1:17.809  | + 0.256   | 12         |
| 3        | Heikki Kovalainen    | McLaren-Mercedes    | 1:18.133  | + 0.580   | 10         |
| 4        | Nick Heidfeld        | BMW Sauber          | 1:18.182  | + 0.629   | 13         |
| 5        | Kimi Räikkönen       | Ferrari             | 1:18.292  | + 0.739   | 12         |
| 6        | Lewis Hamilton       | McLaren-Mercedes    | 1:18.303  | + 0.750   | 8          |
| 7        | Mark Webber          | Red Bull-Renault    | 1:18.712  | + 1.159   | 11         |
| 8        | David Coulthard      | Red Bull-Renault    | 1:18.809  | + 1.256   | 12         |
| 9        | Nakadzsima Kazuki    | Williams-Toyota     | 1:18.971  | + 1.418   | 24         |
| 10       | Fernando Alonso      | Renault             | 1:19.005  | + 1.452   | 13         |
| 11       | Nico Rosberg         | Williams-Toyota     | 1:19.093  | + 1.540   | 20         |
| 12       | Sebastian Vettel     | Toro Rosso-Ferrari  | 1:19.228  | + 1.675   | 21         |
| 13       | Timo Glock           | Toyota              | 1:19.346  | + 1.793   | 28         |
| 14       | Jarno Trulli         | Toyota              | 1:19.568  | + 2.015   | 31         |
| 15       | Giancarlo Fisichella | Force India-Ferrari | 1:19.815  | + 2.262   | 16         |
| 16       | Adrian Sutil         | Force India-Ferrari | 1:19.888  | + 2.335   | 15         |
| 17       | Nelson Piquet Jr.    | Renault             | 1:20.091  | + 2.538   | 23         |
| 18       | Rubens Barrichello   | Honda               | 1:20.173  | + 2.620   | 17         |
| 19       | Sébastien Bourdais   | Toro Rosso-Ferrari  | 1:20.541  | + 2.988   | 16         |
| 20       | Jenson Button        | Honda               | 1:21.542  | + 3.989   | 17         |

### Második szabadedzés
A kanadai nagydíj pénteki második szabadedzését június 6-án, pénteken délután tartották, közép-európai idő szerint 20:00 és 21:30 óra között. A szabadedzésen Lewis Hamilton volt a leggyorsabb, Robert Kubica második, Kimi Räikkönen harmadik lett.
| Helyezés | Név                  | Csapat/Motor        | Elért idő | Különbség | Futott kör |
| -------- | -------------------- | ------------------- | --------- | --------- | ---------- |
| 1        | Lewis Hamilton       | McLaren-Mercedes    | 1:15.752  |           | 42         |
| 2        | Robert Kubica        | BMW Sauber          | 1:16.023  | + 0.271   | 41         |
| 3        | Kimi Räikkönen       | Ferrari             | 1:16.093  | + 0.341   | 39         |
| 4        | Heikki Kovalainen    | McLaren-Mercedes    | 1:16.331  | + 0.579   | 36         |
| 5        | Felipe Massa         | Ferrari             | 1:16.413  | + 0.661   | 27         |
| 6        | Nick Heidfeld        | BMW Sauber          | 1:16.589  | + 0.837   | 43         |
| 7        | Mark Webber          | Red Bull-Renault    | 1:16.604  | + 0.852   | 39         |
| 8        | Nico Rosberg         | Williams-Toyota     | 1:16.767  | + 1.015   | 37         |
| 9        | Sebastian Vettel     | Toro Rosso-Ferrari  | 1:17.019  | + 1.267   | 43         |
| 10       | Jarno Trulli         | Toyota              | 1:17.068  | + 1.316   | 46         |
| 11       | Nakadzsima Kazuki    | Williams-Toyota     | 1:17.242  | + 1.490   | 37         |
| 12       | David Coulthard      | Red Bull-Renault    | 1:17.334  | + 1.582   | 31         |
| 13       | Rubens Barrichello   | Honda               | 1:17.462  | + 1.710   | 39         |
| 14       | Giancarlo Fisichella | Force India-Ferrari | 1:17.508  | + 1.756   | 39         |
| 15       | Timo Glock           | Toyota              | 1:17.549  | + 1.797   | 31         |
| 16       | Sébastien Bourdais   | Toro Rosso-Ferrari  | 1:17.559  | + 1.807   | 38         |
| 17       | Fernando Alonso      | Renault             | 1:17.644  | + 1.892   | 30         |
| 18       | Adrian Sutil         | Force India-Ferrari | 1:17.813  | + 2.061   | 37         |
| 19       | Jenson Button        | Honda               | 1:17.842  | + 2.090   | 39         |
| 20       | Nelson Piquet Jr.    | Renault             | 1:18.076  | + 2.324   | 17         |

### Harmadik szabadedzés
A kanadai nagydíj harmadik, szombati szabadedzését június 7-én, szombat délelőtt, közép-európai idő szerint 16:00 és 17:00 óra között tartották. Az élen Nico Rosberg végzett, második lett Kimi Räikkönen, harmadik Lewis Hamilton.
| Helyezés | Név                  | Csapat/Motor        | Elért idő | Különbség | Futott kör |
| -------- | -------------------- | ------------------- | --------- | --------- | ---------- |
| 1        | Nico Rosberg         | Williams-Toyota     | 1:16.555  |           | 16         |
| 2        | Kimi Räikkönen       | Ferrari             | 1:16.589  | + 0.034   | 22         |
| 3        | Lewis Hamilton       | McLaren-Mercedes    | 1:16.725  | + 0.170   | 17         |
| 4        | Felipe Massa         | Ferrari             | 1:16.787  | + 0.232   | 19         |
| 5        | Nakadzsima Kazuki    | Williams-Toyota     | 1:16.898  | + 0.343   | 16         |
| 6        | Jarno Trulli         | Toyota              | 1:16.946  | + 0.391   | 20         |
| 7        | Heikki Kovalainen    | McLaren-Mercedes    | 1:16.952  | + 0.397   | 16         |
| 8        | Nelson Piquet Jr.    | Renault             | 1:17.060  | + 0.505   | 19         |
| 9        | Mark Webber          | Red Bull-Renault    | 1:17.062  | + 0.507   | 16         |
| 10       | Sebastian Vettel     | Toro Rosso-Ferrari  | 1:17.085  | + 0.530   | 16         |
| 11       | Robert Kubica        | BMW Sauber          | 1:17.109  | + 0.554   | 17         |
| 12       | Sébastien Bourdais   | Toro Rosso-Ferrari  | 1:17.282  | + 0.727   | 17         |
| 13       | David Coulthard      | Red Bull-Renault    | 1:17.322  | + 0.767   | 20         |
| 14       | Rubens Barrichello   | Honda               | 1:17.557  | + 1.002   | 19         |
| 15       | Timo Glock           | Toyota              | 1:17.557  | + 1.002   | 20         |
| 16       | Giancarlo Fisichella | Force India-Ferrari | 1:17.608  | + 1.053   | 24         |
| 17       | Fernando Alonso      | Renault             | 1:17.683  | + 1.128   | 16         |
| 18       | Nick Heidfeld        | BMW Sauber          | 1:17.766  | + 1.211   | 17         |
| 19       | Jenson Button        | Honda               | 1:18.178  | + 1.623   | 19         |
| 20       | Adrian Sutil         | Force India-Ferrari | 1:18.424  | + 1.869   | 21         |

## Időmérő edzés

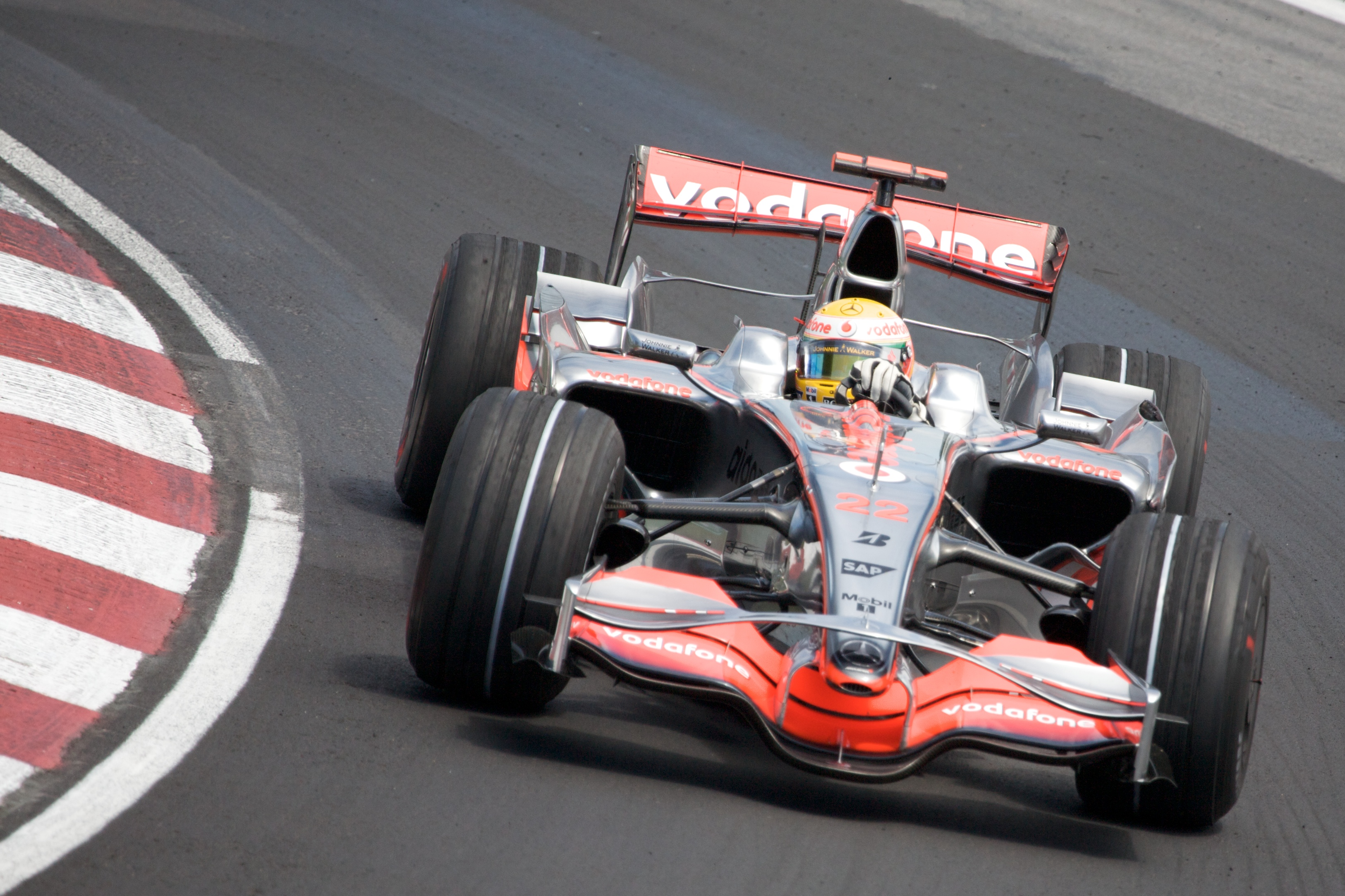
A pole-pozíciót Hamilton szerezte meg

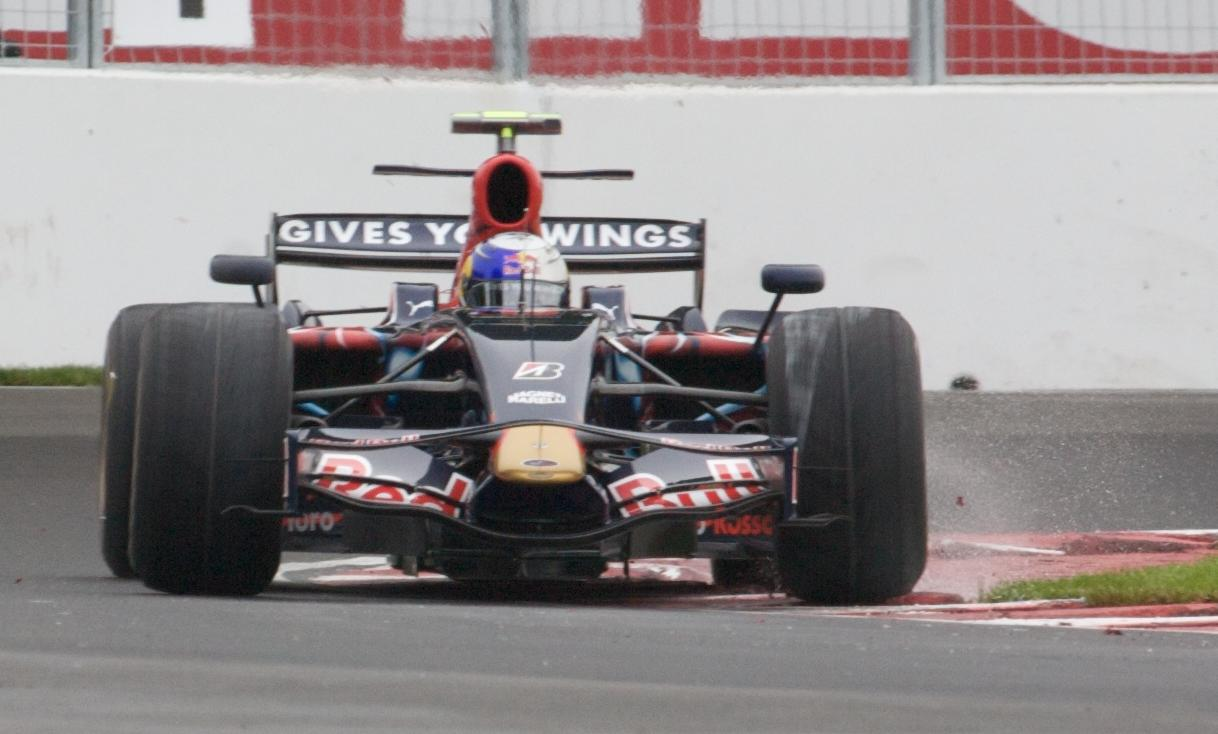
Sebastian Vettel nem szerepelt az időmérő edzésen

A kanadai nagydíj időmérő edzését június 7-én, szombaton, közép-európai idő szerint 19:00 és 20:00 óra között tartották. A pole-pozíciót a nagydíj 2007-es győztese, Lewis Hamilton szerezte meg, Robert Kubica és Kimi Räikkönen előtt.

### Első rész
A bokszutca kinyílása után a mezőny nagy része azonnal kihajtott a pályára. A Ferrarik is hamar kimentek, így az elején azonnal az élre álltak. Sebastian Vettel nem tudott mért kört futni, mert a kvalifikáció előtti szabadedzésen összetörte autóját, szerelői nem tudták rendbe hozni a versenyre. Jenson Button csak egy mért kört tudott megtenni a Hondával, amivel csak a 19. helyet tudta megszerezni. Rajtuk kívül a két Force India, Giancarlo Fisichella és Adrian Sutil, valamint a Toro Rossós Sébastien Bourdais esett ki az időmérő első fázisában. A legjobb idő Lewis Hamiltoné lett.

### Második rész
Jarno Trulli a második szakasz elején megpördült, de autója nem sérült meg. Hamilton ismét a legjobb időt futotta, akit a Ferrarisok követtek. Az utolsó pillanatban jutott be be az utolsó részbe a BMW-s Nick Heidfeld. Mark Webber futott egy gyors kört, majd megpördült, és a falnak vágta autóját. Autója megsérült, és a következő szakaszra már nem tudták rendbe hozni az RB4-et, így az ausztrál nem tudott részt venni az utolsó részben.
Trulli nagy igyekezetében újra kicsúszott, így csak a 14. helyről indulhatott el a futamon. Csapattársa, Glock 11. lett. Rajtuk kívül Nakadzsima Kazuki, David Coulthard és Nelsinho Piquet esett ki a középső szakaszban.

### Harmadik rész
A pole-pozíciót fölényesen Lewis Hamilton szerezte meg, aki mögött Robert Kubica szintén jó kört futott, és a második lett. Utolsó körében Räikkönen az első két szektorban jónak bizonyult, de a finn lendülete a végére elfogyott, így csak 3. lett. Meglepetésre Fernando Alonso a negyedik lett az időmérőn a Renault-val. Massa csak a hatodik lett, elé Nico Rosbergnek sikerült az ötödik helyre kvalifikálnia magát. Heikki Kovalainent feltartották, és csak a 7. időt autózta, Heidfeld a nyolcadik lett. Rubens Barrichello a kilencedik lett az alaposan megtankolt Hondával.

### Az edzés végeredménye
| Helyezés | Versenyző            | Csapat/Motor        | 1. rész       | 2. rész  | 3. rész     |
| -------- | -------------------- | ------------------- | ------------- | -------- | ----------- |
| 1        | Lewis Hamilton       | McLaren-Mercedes    | 1:16.909      | 1:17.034 | 1:17.886    |
| 2        | Robert Kubica        | BMW Sauber          | 1:17.471      | 1:17.679 | 1:18.498    |
| 3        | Kimi Räikkönen       | Ferrari             | 1:17.301      | 1:17.364 | 1:18.735    |
| 4        | Fernando Alonso      | Renault             | 1:17.415      | 1:17.488 | 1:18.746    |
| 5        | Nico Rosberg         | Williams-Toyota     | 1:17.991      | 1:17.891 | 1:18.844    |
| 6        | Felipe Massa         | Ferrari             | 1:17.231      | 1:17.353 | 1:19.048    |
| 7        | Heikki Kovalainen    | McLaren-Mercedes    | 1:17.287      | 1:17.684 | 1:19.089    |
| 8        | Nick Heidfeld        | BMW Sauber          | 1:18.082      | 1:17.781 | 1:19.633    |
| 9        | Rubens Barrichello   | Honda               | 1:18.256      | 1:18.020 | 1:20.848    |
| 10       | Mark Webber          | Red Bull-Renault    | 1:17.582      | 1:17.523 | Idő nélkül* |
| 11       | Timo Glock           | Toyota              | 1:18.321      | 1:18.031 |             |
| 12       | Nakadzsima Kazuki    | Williams-Toyota     | 1:17.638      | 1:18.062 |             |
| 13       | David Coulthard      | Red Bull-Renault    | 1:18.168      | 1:18.238 |             |
| 14       | Jarno Trulli         | Toyota              | 1:18.039      | 1:18.327 |             |
| 15       | Nelson Piquet Jr.    | Renault             | 1:18.505      | 1:18.393 |             |
| 16       | Adrian Sutil         | Force India-Ferrari | 1:19.108      |          |             |
| 17       | Giancarlo Fisichella | Force India-Ferrari | 1:19.165      |          |             |
| 18       | Jenson Button        | Honda               | 1:23.565**    |          |             |
| 19       | Sebastian Vettel     | Toro Rosso-Ferrari  | Idő nélkül*** |          |             |
| 20       | Sébastien Bourdais   | Toro Rosso-Ferrari  | 1:18.916****  |          |             |

* Mark Webber bejutott az edzés harmadik szakaszába, de ott nem tudott mért kört elérni, mert még a második szakaszban megrongálta az autóját.

** Jenson Button a boxból rajtolt.

*** Sebastian Vettel szombat délelőtt összetörött autóját nem sikerült újjáépíteni, ezért nem tudott részt venni az időmérő edzésen. A Toro Rosso csapat ezért úgy döntött, hogy Vettel a boxból rajtol a versenyen.

**** Sébastien Bourdais öthelyes rajtbüntetést kapott váltócsere miatt.

## Futam

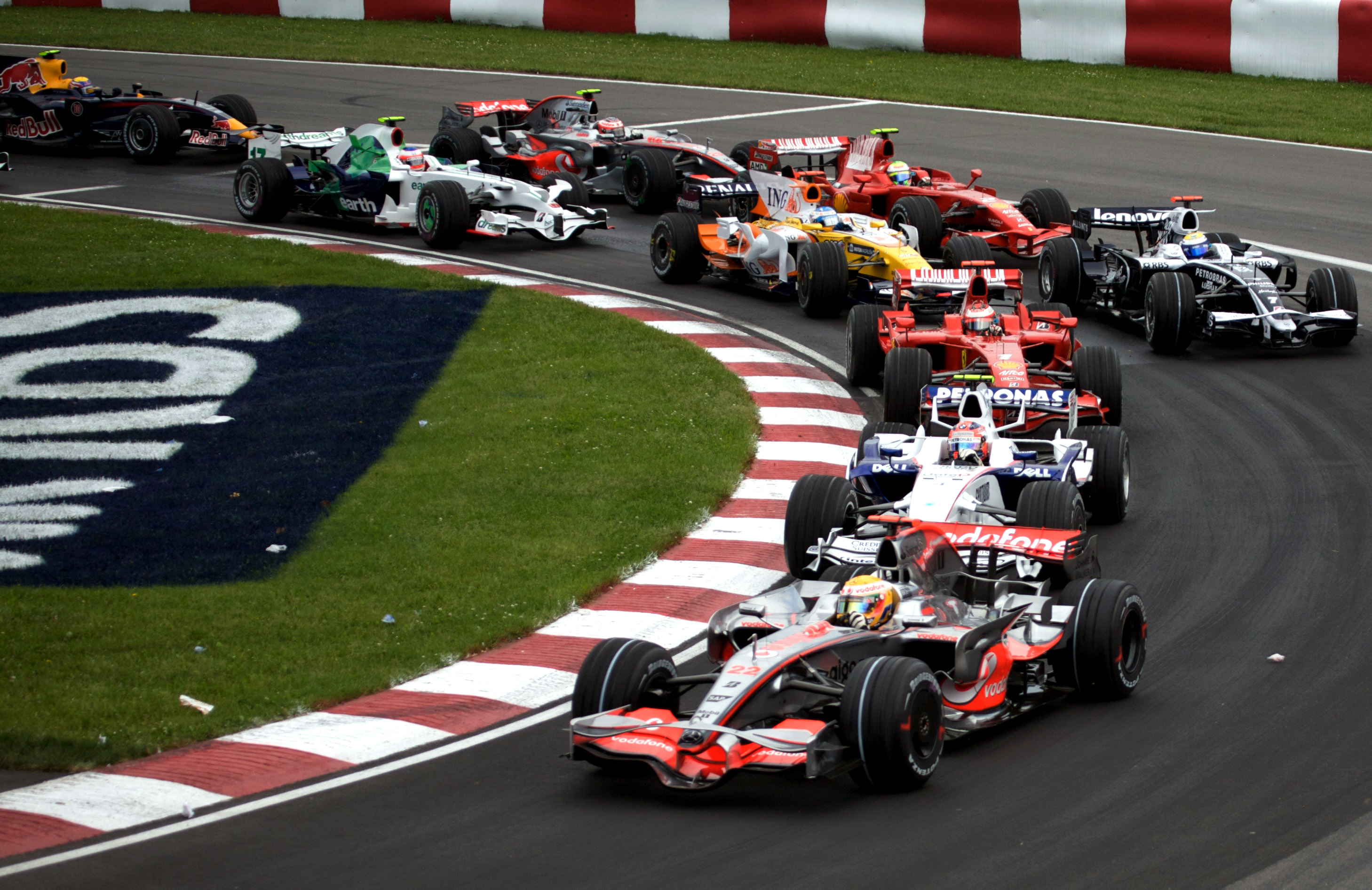
A rajt utáni első kanyarban Hamilton fordult el elsőként

A kanadai nagydíj futamát június 8-án, vasárnap, közép-európai idő szerint 19:00 órakor rajtolt. Az időjárás felhős, de száraz volt. Kettő versenyző, Sebastian Vettel és Jenson Button a bokszutcából indult. Az időmérő edzés után a versenyzők közül sokan bírálták a pálya állapotát, amely a rajtig megújult, a kritikus 10-es kanyar, és még több más pont is új aszfaltborítást kapott. A rajt viszonylag eseménytelen volt, senki nem ütközött össze. Lewis Hamilton megtartotta első pozícióját, Räikkönennek nem sikerült megelőznie Kubicát, így a mezőny elején a sorrend nem sokat változott. Valamivel hátrébb Nico Rosberg az első kanyarkombinációban megelőzte Fernando Alonsót. Ezután nem történt jelentősebb változás a sorrendet illetően. Az élen Hamilton egyre nagyobb előnnyel vezetett Kubica előtt, de a BMW Sauber mögött is egyre kezdett leszakadni Räikkönen. A 12. körben Adrian Sutil autója valamiféle műszaki probléma miatt megállt a pálya szélén. Mivel a pályamunkások nem tudták kiemelni a Force Indiát, és az szép lassan elkezdett égni a hirtelen megszűnő menetszél miatt, pályára küldték a biztonsági autót. Amikor a bokszutcába már tankolás céljából is be lehetett hajtani, az első hat helyezett pilóta egyből be is hajtott. Hamilton, Kubica, Räikkönen, Rosberg, Alonso és Massa állt ki egyszerre. A bokszutca kijáratában azonban még piros volt a lámpa.

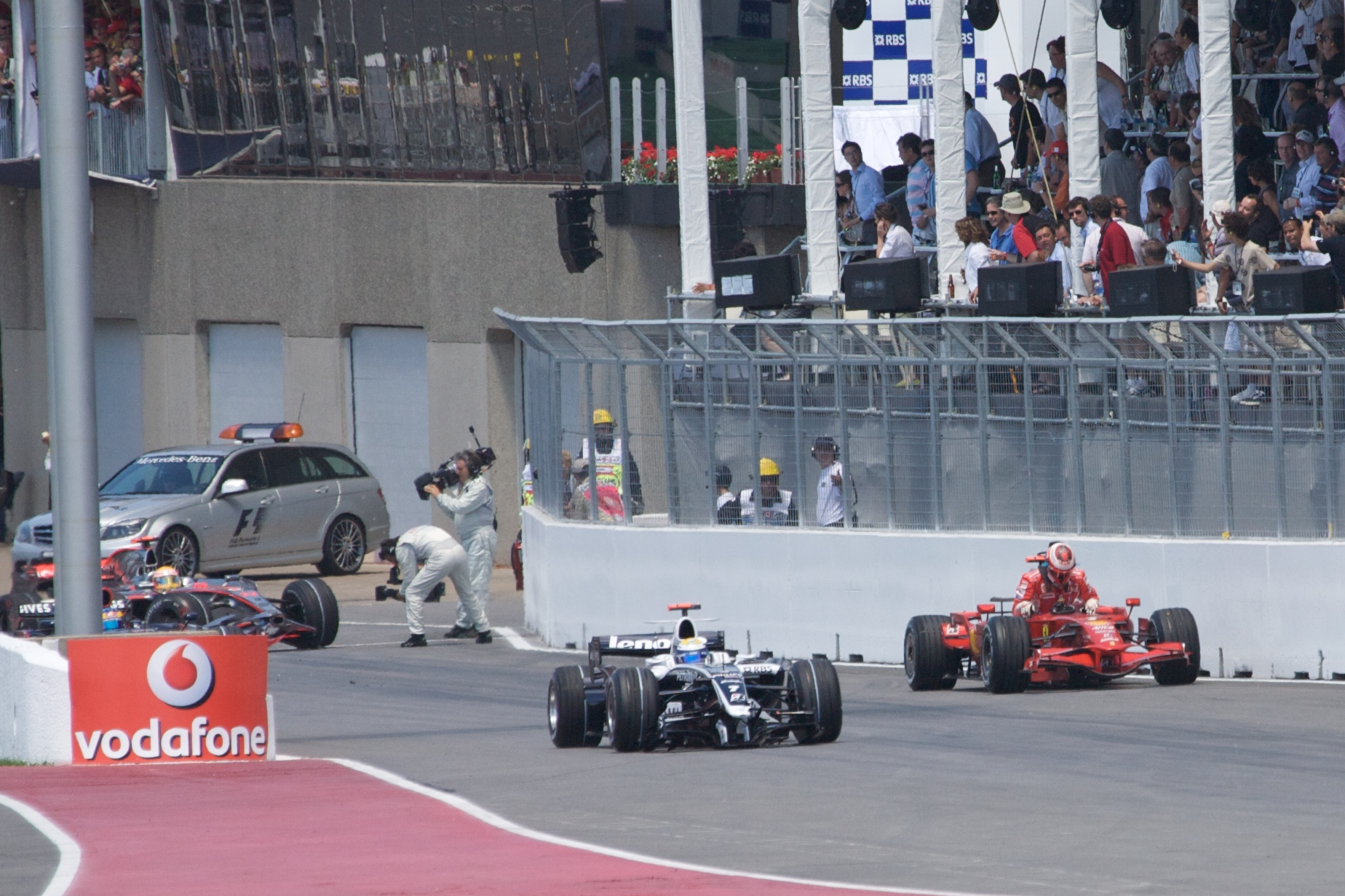
Räikkönen és Hamilton kiesett, Rosberg autója megsérült a boxutcai baleset után

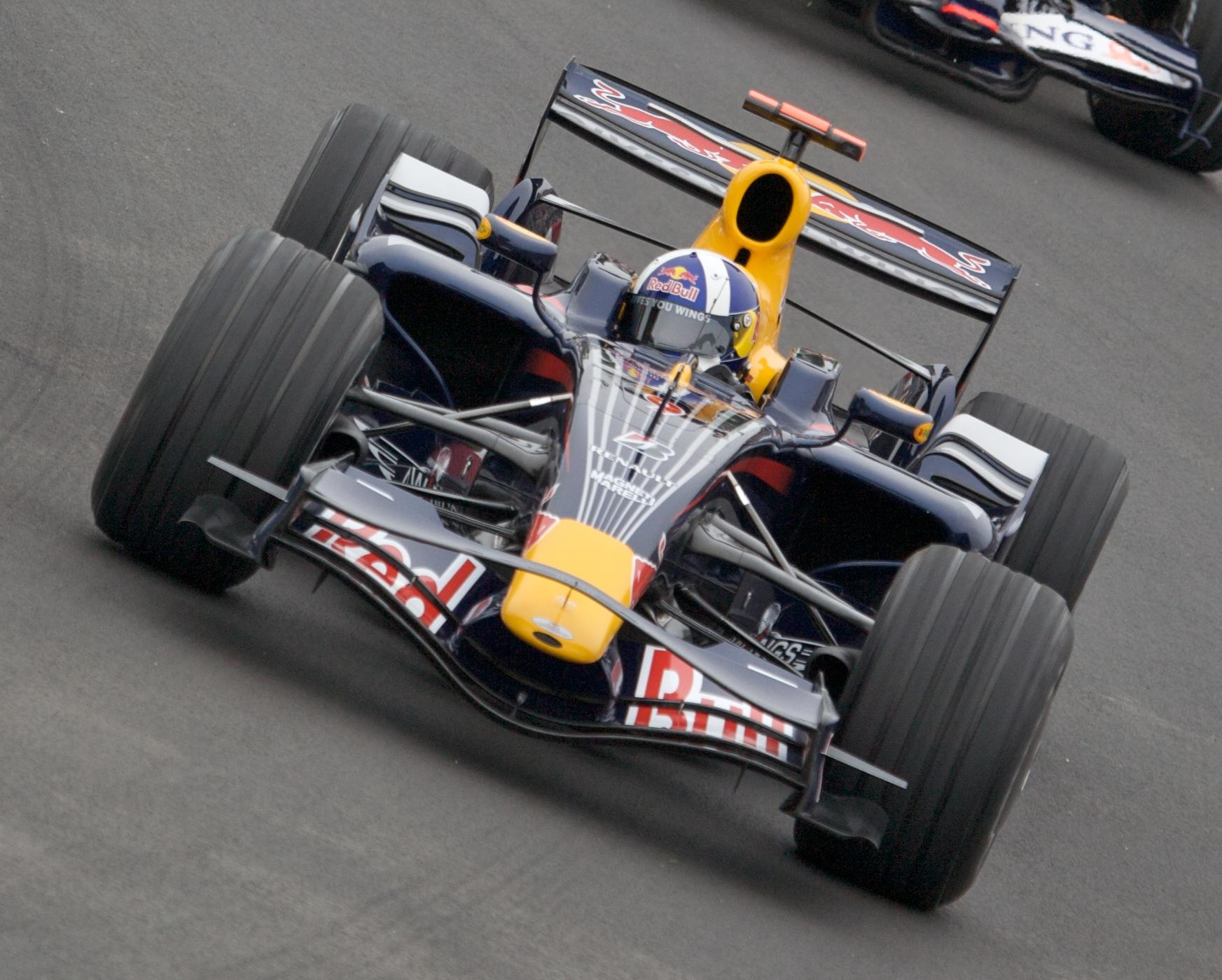
David Coulthard a dobogóra állhatott, 3. lett

Kubica és Räikkönen még lefékezett a kijáratban, ám Lewis Hamilton későn eszmélt, és hátulról nekiment Räikkönennek. Ennek következtében mindketten kiestek. A Hamiltonba belecsúszó Rosberg orrkúpcsere után folytathatta a versenyt. Hamilton és Rosberg is tízhelyes rajtbüntetést kapott a következő francia nagydíjra figyelmetlenségéért. A következő körben Massa megint kijött, mert nem tudták Räikkönen után őt is megtankolni.

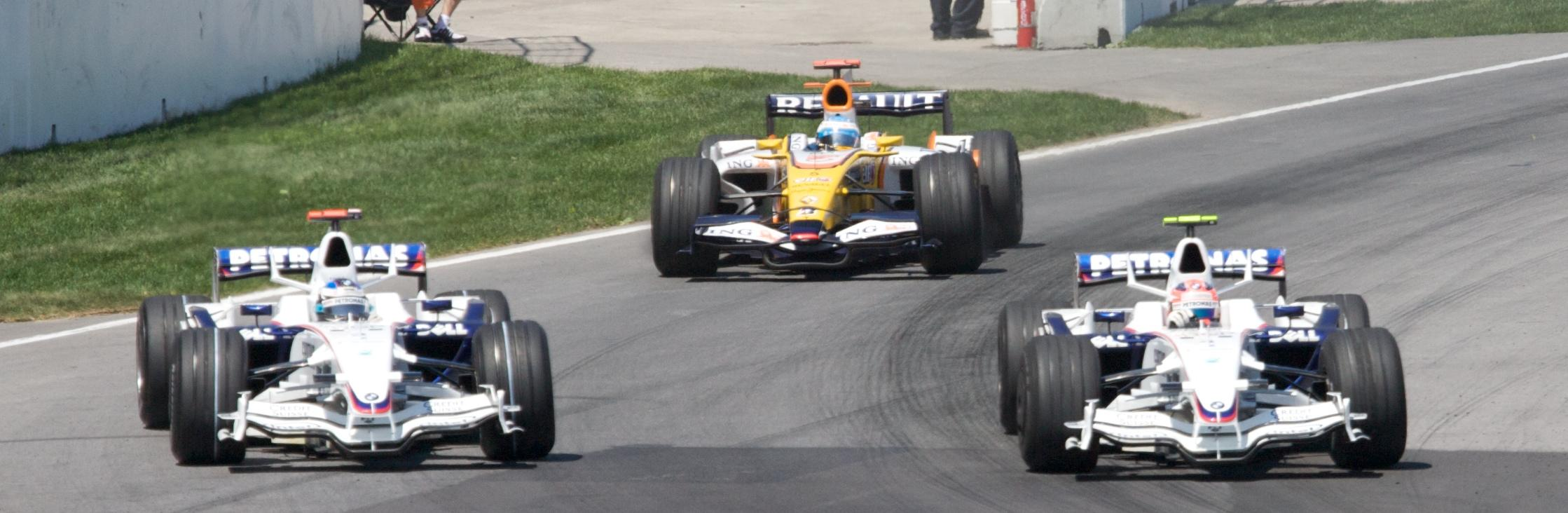
Kubica megelőzi Heidfeldet a bokszkiállás során

A biztonsági autó kiállása után az addig vezető Kubica és Alonso a középmezőnybe esett vissza, a 10. és 11. helyre. Az előttük haladók még nem voltak kint kerékcserén, így ez a sorrend nem volt reális. Az élen Nick Heidfeld mehetett zavartalanul, és akkora előnyre tett szert, hogy csapattársa elé térhetett vissza úgy, hogy többet már nem kellett kiállnia a boxba.

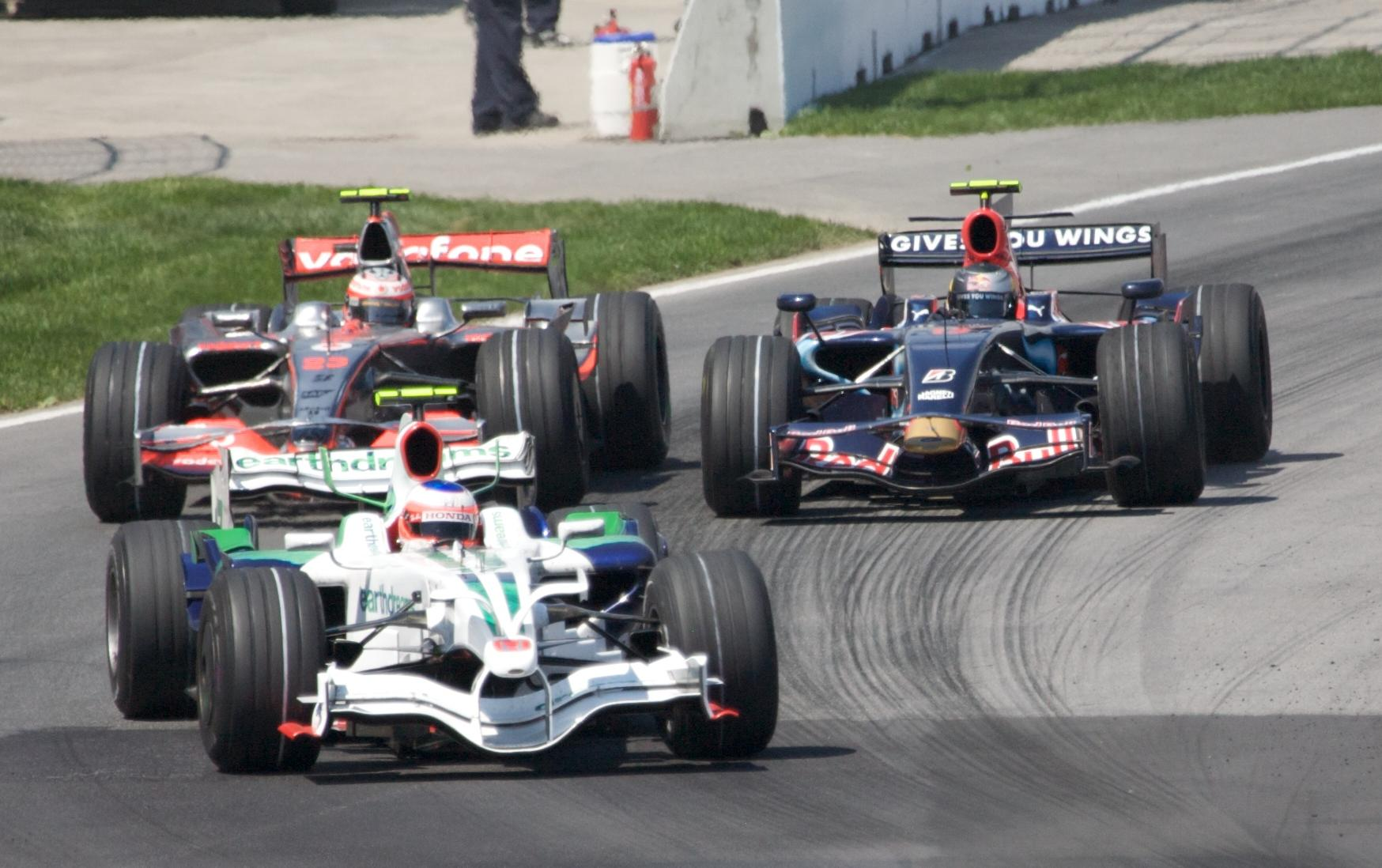
Barrichello, Vettel és Kovalainen a pontszerzésért csatáztak

A német kiállása után éppen Kubica és Alonso tért vissza, akiknek nem sokkal később ki kellett állniuk. Heidfeld a nehéz autóval nem hátráltatta sokáig csapattársát, Kubicát, Alonsót azonban már-már nem engedte el, így ő beragadt a BMW mögé. Alonso néhány körig támadta ez előtte álló BMW-t, de nemsokára váltóhiba miatt kiesett. Miután az utolsó élen álló versenyző is kiállt a boxba tankolni, a sorrend Kubica, Heidfeld, Alonso, Coulthard, Barrichello és Kovalainen lett. A bokszutcában Nakadzsima Kazuki leszakadt orrkúppal érkezett be, Williamse maga alá gyűrte a légterelőt, így a bokszutcát a pályától elválasztó falnak ütközött. 22 körrel a verseny vége előtt Kubica érkezett második, azaz utolsó tankolására. A lengyel az élre tért vissza, csapattársa, Heidfeld elé.

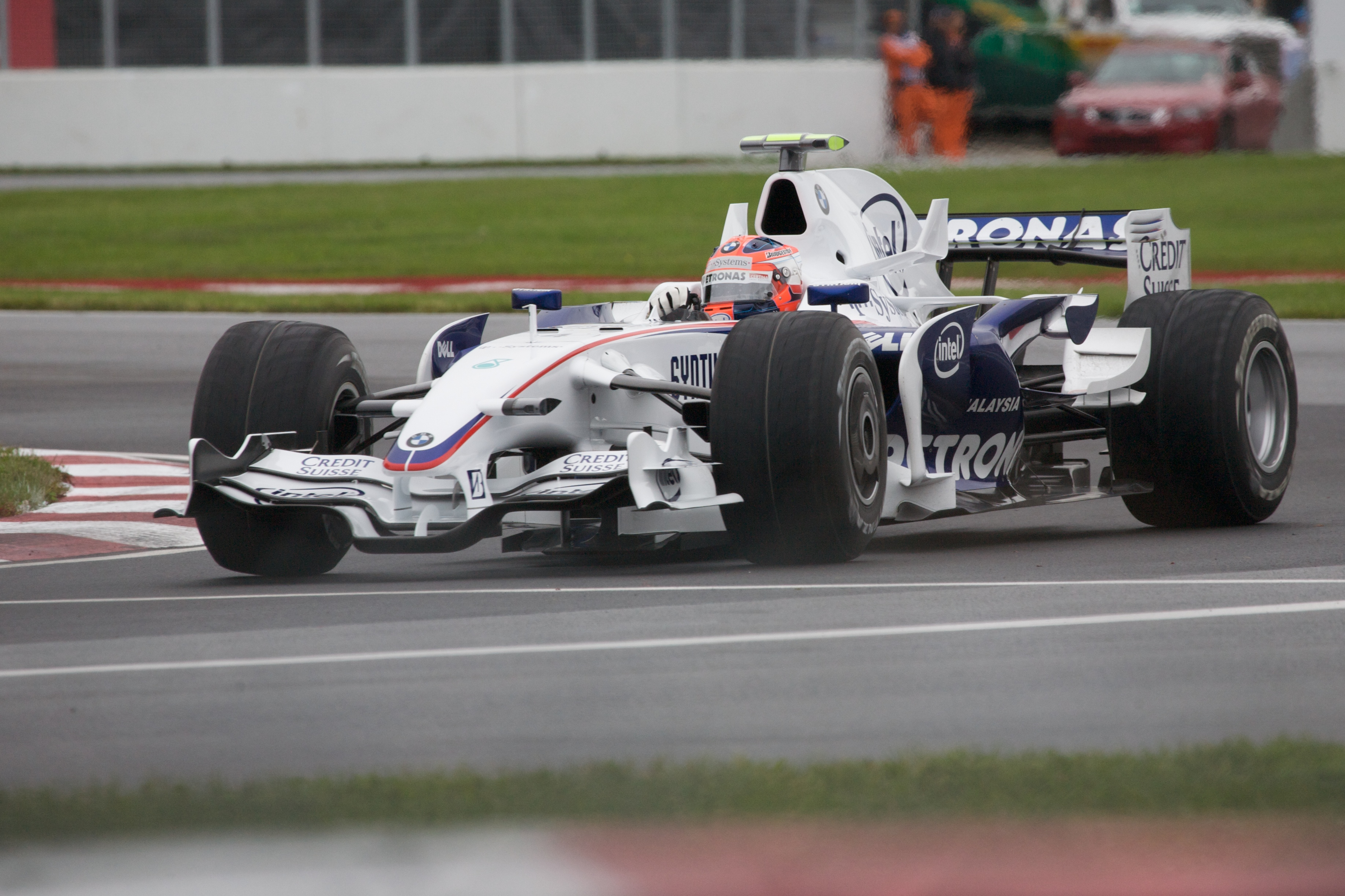
Kubica első futamgyőzelmét ünnepelhette Kanadában

Felipe Massa egyszerre két versenyzőt előzött meg egy manőverrel, amikor az előtte egymással küszködő Heikki Kovalainent és Barrichellót előzte le a hosszú egyenes előtti visszafordítóban. A brazil így már a negyedik helyen autózott, de nemsokára ki kellett állnia tankolni, ezután azonban felküzdötte magát az ötödik helyre, a két Toyota közé. Az élen haladó két BMW Sauber mögött David Coulthard ért be harmadiknak, aki első 2008-as pontjait szerezte. Negyedik lett Timo Glock, mögötte a Ferraris Massa az ötödik, Jarno Trulli hatodik, Barrichello hetedik és Sebastian Vettel a nyolcadik helyen végzett.
A futamot tehát első lengyel és első kelet-európai versenyzőként, Robert Kubica nyerte. Csapattársa, Nick Heidfeld második helyével a BMW Sauber csapat első, rögtön kettős győzelmét ünnepelhette.
| Helyezés | Rajthely | #  | Versenyző            | Csapat/Motor        | Körök | Idő/Kiesés oka | Pontszám |
| -------- | -------- | -- | -------------------- | ------------------- | ----- | -------------- | -------- |
| 1        | 2        | 4  | Robert Kubica        | BMW Sauber          | 70    | 1h36:24.447    | 10       |
| 2        | 8        | 3  | Nick Heidfeld        | BMW Sauber          | 70    | + 16.495       | 8        |
| 3        | 13       | 9  | David Coulthard      | Red Bull-Renault    | 70    | + 23.352       | 6        |
| 4        | 11       | 12 | Timo Glock           | Toyota              | 70    | + 42.627       | 5        |
| 5        | 6        | 2  | Felipe Massa         | Ferrari             | 70    | + 43.934       | 4        |
| 6        | 14       | 11 | Jarno Trulli         | Toyota              | 70    | + 47.775       | 3        |
| 7        | 9        | 17 | Rubens Barrichello   | Honda               | 70    | + 53.597       | 2        |
| 8        | Box      | 15 | Sebastian Vettel     | Toro Rosso-Ferrari  | 70    | + 54.120       | 1        |
| 9        | 7        | 23 | Heikki Kovalainen    | McLaren-Mercedes    | 70    | + 54.433       |          |
| 10       | 5        | 7  | Nico Rosberg         | Williams-Toyota     | 70    | + 54.749       |          |
| 11       | Box      | 16 | Jenson Button        | Honda               | 70    | + 1:07.540     |          |
| 12       | 10       | 10 | Mark Webber          | Red Bull-Renault    | 70    | + 1:11.299     |          |
| 13       | 18       | 14 | Sébastien Bourdais   | Toro Rosso-Ferrari  | 69    | + 1 kör        |          |
| Ki       | 17       | 21 | Giancarlo Fisichella | Force India-Ferrari | 51    | Kicsúszás      |          |
| Ki       | 12       | 8  | Nakadzsima Kazuki    | Williams-Toyota     | 46    | Ütközés        |          |
| Ki       | 4        | 5  | Fernando Alonso      | Renault             | 44    | Baleset        |          |
| Ki       | 15       | 6  | Nelson Piquet Jr.    | Renault             | 39    | Fékhiba        |          |
| Ki       | 3        | 1  | Kimi Räikkönen       | Ferrari             | 19    | Ütközés        |          |
| Ki       | 1        | 22 | Lewis Hamilton       | McLaren-Mercedes    | 19    | Ütközés        |          |
| Ki       | 17       | 20 | Adrian Sutil         | Force India-Ferrari | 13    | Váltóhiba      |          |

## A világbajnokság élmezőnyének állása a futam után
| H  | Versenyzők        | Pont | H  | Konstruktőrök       | Pont |
| -- | ----------------- | ---- | -- | ------------------- | ---- |
| 1  | Robert Kubica     | 42   | 1  | Ferrari             | 73   |
| 2  | Lewis Hamilton    | 38   | 2  | BMW Sauber          | 70   |
| 3  | Felipe Massa      | 38   | 3  | McLaren-Mercedes    | 53   |
| 4  | Kimi Räikkönen    | 35   | 4  | Red Bull - Renault  | 21   |
| 5  | Nick Heidfeld     | 28   | 5  | Toyota              | 17   |
| 6  | Heikki Kovalainen | 15   | 6  | Williams            | 15   |
| 7  | Mark Webber       | 15   | 7  | Renault             | 9    |
| 8  | Jarno Trulli      | 12   | 8  | Honda               | 8    |
| 9  | Fernando Alonso   | 9    | 9  | Toro Rosso-Ferrari  | 7    |
| 10 | Nico Rosberg      | 8    | 10 | Force India-Ferrari | 0    |
| 11 | Nakadzsima Kazuki | 7    | 11 | Super Aguri-Honda*  | 0    |

* A Super Aguri csapat a török nagydíjat megelőzően visszalépett.

(A teljes táblázat)

## Statisztikák
Vezető helyen:
- Lewis Hamilton: 18 (1-18)
- Nick Heidfeld: 10 (19-28)
- Rubens Barrichello: 7 (29-35)
- David Coulthard: 1 (36)
- Jarno Trulli: 2 (37-38)
- Timo Glock: 3 (39-41)
- Robert Kubica: 29 (42-70)

Robert Kubica 1. győzelme, Lewis Hamilton 8. pole-pozíciója, Kimi Räikkönen 21. leggyorsabb köre.
- BMW Sauber 1. győzelme.

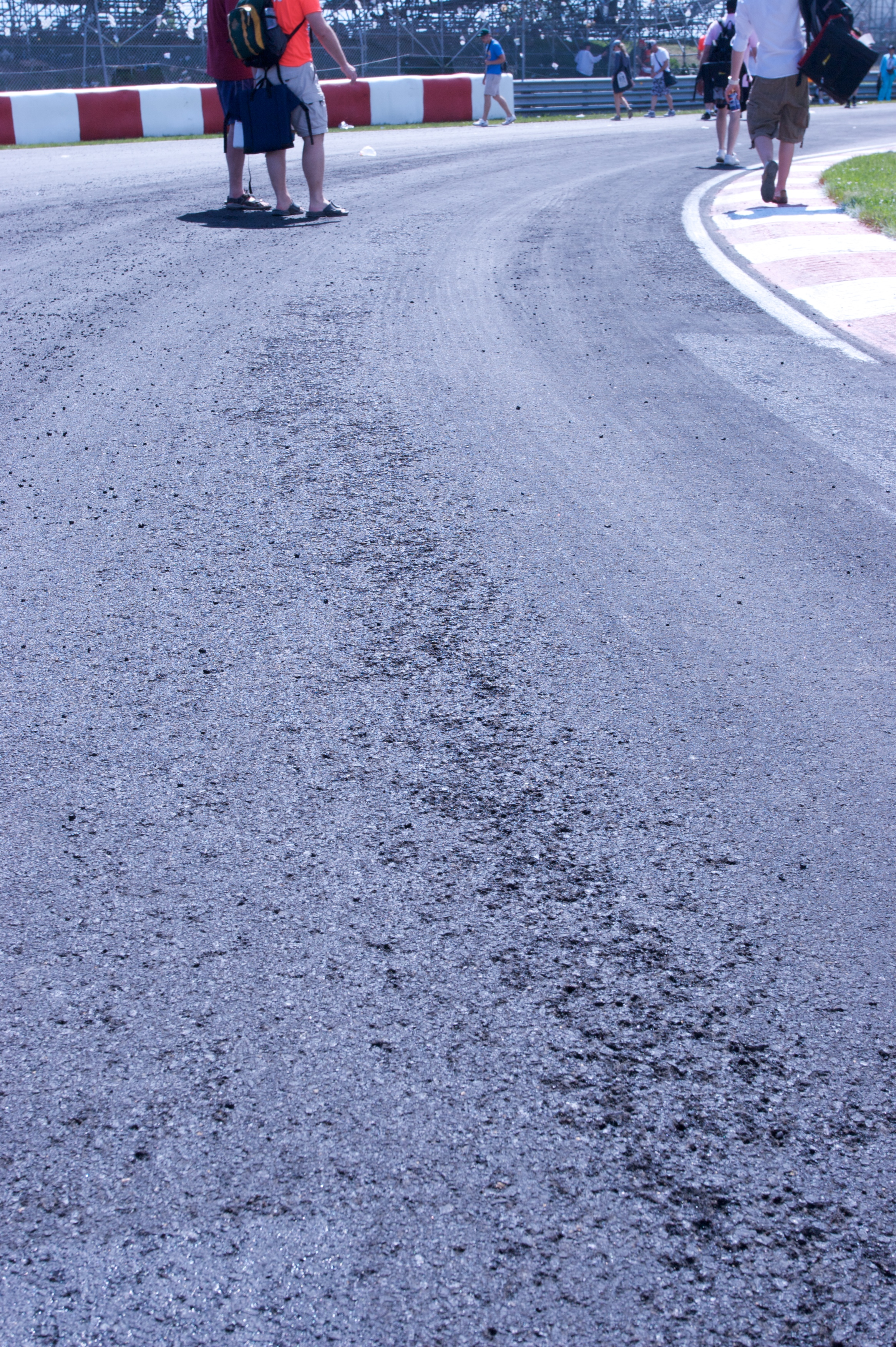
A pálya állapota a verseny után

- Robert Kubica és a BMW Sauber első futamgyőzelmét ünnepelte, Heidfeld második helyével pedig rögtön kettős BMW-győzelem született.